# Евротас
Евротас (на гръцки: Ευρώτας) е река в Пелопонес в южна Гърция. Реката извира от хребета Тайгет и тече в продължение на 82 км. Преминава през град Спарта и се влива в Лаконския залив (на гръцки: Lakonikos Kolpos). В исторически план реката е била използвана като транспортна артерия от древните спартанци, като чрез нея те достигали до пристанището Гитио. През средните векове е известна с името Царската река (на гръцки: Βασιλιποταμός), а долното ѝ течение като Ириз (на гръцки: Ίρις).
Реката е втората по значение река на полуостров Пелопонес, след Алфиос. Извира от планините на Аркадия – край селището Пеланас, южно от Мантиниас, близо до Мегалополи, и протича между планините Тавгетос и Парнонас. След това тече през областта Лакония, през Спарта и градчето Скала, като пресича от север на юг нома Лакония, който го разделя на две части. Образува множество меандри. Влива се в Средиземно море в Лаконския залив, в местността Елос. Дължината ѝ е около 82 километра. Разликата във височината между извора ѝ и морето е около 400 м. Произходът на името ѝ е от думата „еврос“, което на старогръцки означава плесен.

## Притоци
От двата планински масива, край които протича Евротас, се спускат няколко притока, понякога буйни, най-важните от които са Геракарис и Арделолангадо (от Тавгетос) и Иноуз, Мегало Рема и Мариорема (от Парнонас). Най-големият приток е Иноуз или Келефина, който извира от района Арахова на планината Парнонас. Притоците пренасят големи количества наноси и чакъл, поради което Евротас има голяма мътност и влачи наносен материал. Поради това устието в морето променя очертанията си, а се променят и очертанията на плажната ивица в Лаконския залив.

## Екология
По пясъчните плитчини, както и по островите в талвега растат голям брой водни растения и тръстики. Във водата освен това обитават редица видове риба, а по плитчините жаби и различни видове птици. По време на маловодието, през лятото реката пресъхва на редица места, в речното легло остават вирове, в които се натрупва зелена маса (наподобяваща по външен вид на плесен), като влаголюбивите растения оцеляват до есента, когато водното ниво се покачва отново. В реката се вливат многобройни рекички.
През последните години реката се замърсява от битови отпадъци, а от плитчините се изважда баластра, поречието е засегнато от прекомерна паша, забелязва се нитрификация поради прекомерното торене на околните земи и накрая, прекомерно се разрастват орните земи в поречието. През 90-те на 20 век са извършени корекции на речното корито близо до устието, а плитчините са отстранени. В някои случаи обаче, съществува опасност от зимни наводнения, като през 1999 в поречието са наводнени значителни земеделски площи, както и няколко села в същия район. На 24.11.2005 реката предизвиква голямо наводнение, което поврежда сгради и влачи автомобили по пътищата. Повредени са превъзходни портокалови и маслинови насаждения. Наводнението засяга редица селища по течението, както и град Гитиос, засегнати са 170 кв. км.

## История
Според древногръцката митология речното божество на Евротас е било Еврот, син на Инахос. В Евротас Зевс е трябвало да се превърне в лебед, за да проследи богинята Леда.
Павзаний разказва, че Еврот пробил път с канал на водата, образуваща блато в равнината, към морето и потокът, който възникнал, бил наречен на неговото име. Евротас е син на Лелекс (по други автори племенник), митичният първи цар на Спарта. Дъщерята на Еврот Спарта се оженила за Лакедемон, син на Зевс и плеядата Тайгета. Когато приел властта, най-напред предал името си на страната и на хората, а след това основал град, който нарекъл на името на жена си Спарта.
В древността се е предполагало, че изворите на реките Евротас и Алфиос се намират близо до местността Асеа. Считало се е, че те се сливат, след това текат заедно четири километра, изчезват в пропаст, а след това се появяват отново на две различни места.
Евротас става известна със събитията в древна Спарта, които са се развивали край реката. Близо до десния бряг е била изградена древната неукрепена, но непревземаема столица на дорийците. Във водите на реката са се къпали през зимата и лятото суровите воини, в плитките места момчетата от града са рязали тръстика и са изработвали постелята си.